# Drežnik
 Ovo je glavno značenje pojma Drežnik. Za druga značenja pogledajte Drežnik (razdvojba).
Drežnik je naseljeno mjesto u Republici Hrvatskoj u općini Rešetari u Brodsko-posavskoj županiji.

## O naselju
U Drežniku se nalazi kapela Svetog Andrije koja pripada župi Mučeništva sv. Ivana Krstitelja iz Zapolja, te je dio Novogradiškog dekanata Požeške biskupije. U naselju djeluje NK Slavonac Gunjavci-Drežnik sa središtem u Gunjavcima, KUD Drežnik, te pokladna skupina "Didovi".

## Zemljopis
Drežnik se nalazi istočno od Nove Gradiške, 7 km sjeveroistočno od Rešetara na južnim padinama Babje gore, susjedna naselja su Baćin Dol i Bukovica na zapadu, te Gunjavci na jugu.

## Stanovništvo
Prema popisu stanovništva iz 2011. godine Drežnik je imao 464 stanovnika. 
| broj stanovnika | 363   | 413   | 435   | 461   | 487   | 577   | 514   | 583   | 647   | 640   | 664   | 668   | 598   | 603   | 535   | 464   | 316   |
|                 | 1857. | 1869. | 1880. | 1890. | 1900. | 1910. | 1921. | 1931. | 1948. | 1953. | 1961. | 1971. | 1981. | 1991. | 2001. | 2011. | 2021. |

## Šport
- NK Slavonac Gunjavci-Drežnik

Sredinom 2008. godine uređen je stadion rukometnih dimenzija koji također služi i za malonogometne turnire koji se održavaju jednom godišnje između 4 ekipe koje su podjeljene po "krajevima" sela.

## Kultura
Od svih kulturnih nasljeđa, na inicijativu mještana, selo Drežnik je odlučilo njegovati izvorni ples i pjesmu koja se može opisati kao karakteristična s obzirom na goeprostornu lokaciju. U skladu s tim, osnovano je i kulturno-umjetničko društvo "Drežnik" (1999. godine) koje s pjesmom i plesom, promovira i selske običaje te slavonsku ikavicu koja polako prelazi u kategoriju arhaizama!
KUD ima značajnu ulogu u selu, ne samo u smislu održavanja kulturnih običaja i folklora, već i u smislu održavanja morala mještana te osjećaja zajedništva koji se stvara sa zajedničkim i timskim radom!
Od kulturnih nasljeđa valja spomenuti i kulu Gračanicu koja se nalazi na zapadnom brdu od sela na nadmorskoj visini od 319 metara, a služila je kao uporište protiv turske najezde. Izvori kažu da datira od kraja 13. stoljeća kada je područje Drežnika bilo pod vlasti plemića Boršić!
Također valja spomenuti da je Gračanica najveća građevina takvog tipa u tom dijelu Slavonije, a demoralizirajuće je da je isto tako neopravdano najnepoznatija!